# DSB MDF
Die dieselelektrischen Triebwagen  der dänischen Baureihe DSB MDF wurden 1932 von der dänische Lokomotivfabrik Triangel in Odense für verschiedene Privatbahnen gebaut.
Sie wurden erst nach der Verstaatlichung des Zugbetriebes der jeweiligen Eigentümergesellschaften in diese Baureihe der Danske Statsbaner (DSB) eingereiht und von ihr freizügig eingesetzt. Sie gingen jedoch teilweise nicht in das Eigentum von DSB über, sondern verblieben bei der jeweiligen Gesellschaft.

## SFJ M 6, 7, 9
Die Triebwagen SFJ M 6–10 wurden von der Sydfyenske Jernbaneselskab (SFJ) für den Betrieb auf ihren dänischen Privatbahnstrecken beschafft. 1936 wurden die als SFJ M 6–10 beschafften Fahrzeuge in SFJ MD 6–10 umnummeriert.
Durch die Übernahme der Sydfyenske Jernbaner am 1. April 1949 durch Danske Statsbaner (DSB) wurden deren Fahrzeuge an die Staatsbahnen übertragen. Die Triebwagen erhielten die Baureihenbezeichnung MDF. Übernommen wurden die Fahrzeuge MD 6, 7, 9 und 10. MD 6, 7 und 9 erhielten die Betriebsnummern MDF 491, MDF 492 und MDF 494 und wurden weiter im Personenverkehr eingesetzt.  
MD 10, der ohne Motor an DSB ging, wurde als Triebwagenanhänger CQMP 3500 verwendet.

### MDF 491
Der Triebwagen war bis 1954 von Odense Syd aus im Einsatz und wurde danach abgestellt. Die Ausmusterung und Verschrottung erfolgte 1957.

### MDF 492
Der Triebwagen war bis 1952 von Odense Syd aus im Einsatz und wurde im gleichen Jahr an die Odense–Kerteminde–Martofte Jernbane verkauft. Dort erhielt er die Nummer OKMJ MD 13.

### MDF 494
Das ebenfalls ohne Motor übernommene Fahrzeug wurde nur kurz als Triebwagenanhänger eingesetzt und 1950 an die Nordvestfyenske Jernbane für deren Strecke Odense–Middelfart–Bogense (OMB) verkauft. Es erhielt die Nummer OMB MD 5.

## ONFJ M / DSB MDF 495
Der Triebwagen ONFJ M wurde von der Odense–Nørre Broby–Fåborg Jernbane (ONFJ – Brobybanen) für den Betrieb auf der 1906 eröffneten dänischen Privatbahnstrecke Odense–Nørre Broby–Fåborg beschafft.
Der Bau der Strecke Odense–Nørre Broby–Fåborg erfolgte durch Sydfyenske Jernbaner (SFJ), die diese nach der Fertigstellung pachtete. Sie übernahm die Betriebsführung, dadurch wurden die Fahrzeuge der Brobybane durch die SFJ unterhalten und eingesetzt.
Durch die Übernahme der Sydfyenske Jernbaner am 1. April 1949 durch Danske Statsbaner (DSB) wurden die ONFJ-Fahrzeuge zur Verwendung an die Staatsbahnen übertragen. Allerdings blieb der Triebwagen im Besitz der ONFJ und wurden nicht Eigentum der Staatsbahnen. Er erhielt die Baureihenbezeichnung MDF und die Betriebsnummer 495.
Er war von 1951 bis 1953 in Odense Syd beheimatet. Danach war er zwei Jahre bis 1955 in der Zentralwerkstatt Aarhus abgestellt und wurde 1957 ausgemustert.

## SNB M / MDF 496
Der Triebwagen SNB MD 11 wurde von der A/S Svendborg–Nyborg Jernbaneselskab (SNB) für den Betrieb auf der 1897 eröffneten dänischen Privatbahnstrecke Svendborg–Nyborg beschafft.
Seit der Verpachtung der Bahnstrecke Svendborg–Nyborg 1902 an die Sydfyenske Jernbaner (SFJ) wurden die Fahrzeuge der Gesellschaft durch die SFJ unterhalten und eingesetzt.
Durch die Übernahme der Sydfyenske Jernbaner am 1. April 1949 durch Danske Statsbaner (DSB) wurden die SNB-Fahrzeuge zur Verwendung an die Staatsbahnen übertragen. Allerdings blieb der Triebwagen im Besitz der SNB und wurden nicht Eigentum der Staatsbahnen. Er erhielt die Baureihenbezeichnung MDF und die Betriebsnummer 496.
Der Triebwagen wurde 1957 an die Odense–Kerteminde–Martofte Jernbane (Kertemindebanen) verkauft, die zwei weitere Fahrzeuge der gleichen Type besaß. Er wurde dort nicht mehr eingesetzt und als Ersatzteilspender verwendet.

## SFB M / MDF 497
Der SFB M wurde von der A/S Faaborg–Svendborg Jernbaneselskab (SFB) für den Betrieb auf der 1916 eröffneten dänischen Privatbahnstrecke Svendborg–Faaborg beschafft.
Nach dem Bau der Strecke Svendborg–Faaborg wurde die Betriebsführung sofort an Sydfyenske Jernbaner (SFJ) übergeben, dadurch wurden die Fahrzeuge der Gesellschaft durch die SFJ unterhalten und eingesetzt.
Durch die Übernahme der Sydfyenske Jernbaner am 1. April 1949 durch Danske Statsbaner (DSB) wurden die SFB-Fahrzeuge zur Verwendung an die Staatsbahnen übertragen. Allerdings blieb der Triebwagen im Besitz der SFB und wurden nicht Eigentum der Staatsbahnen. Er erhielt die Baureihenbezeichnung MDF und die Betriebsnummer 497.
Er war von 1951 bis 1952 in Odense Syd beheimatet und wurde 1952 an die Odense–Kerteminde–Martofte Jernbane (Kertemindebanen) verkauft, die zwei weitere Fahrzeuge der gleichen Type besaß.
Bei Kertemindebanen wurde der Triebwagen als OKMJ MD 12 eingereiht. Er erhielt dort einen Achtzylinder-Dieselmotor von MAN. Auf der Strecke blieb er bis zu seiner Ausmusterung 1966 im Einsatz. Das Untergestell der Wagens wurde 1968 zur Ersatzteilgewinnung an die Vemb–Lemvig–Thyborøn Jernbane (VLTJ) verkauft.